# Katholische Heilig-Geist-Kirche (Vilnius)

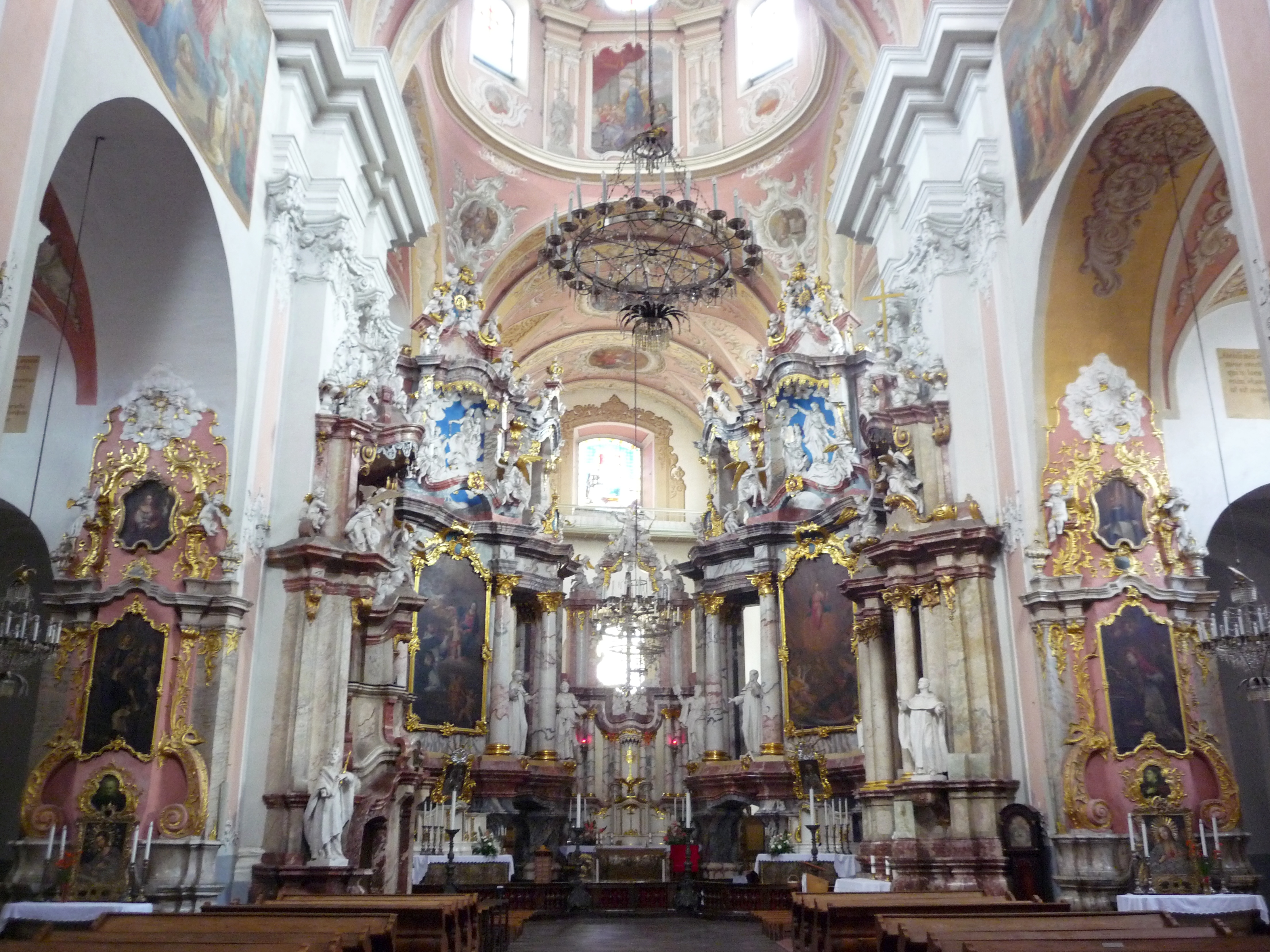
Innenansicht

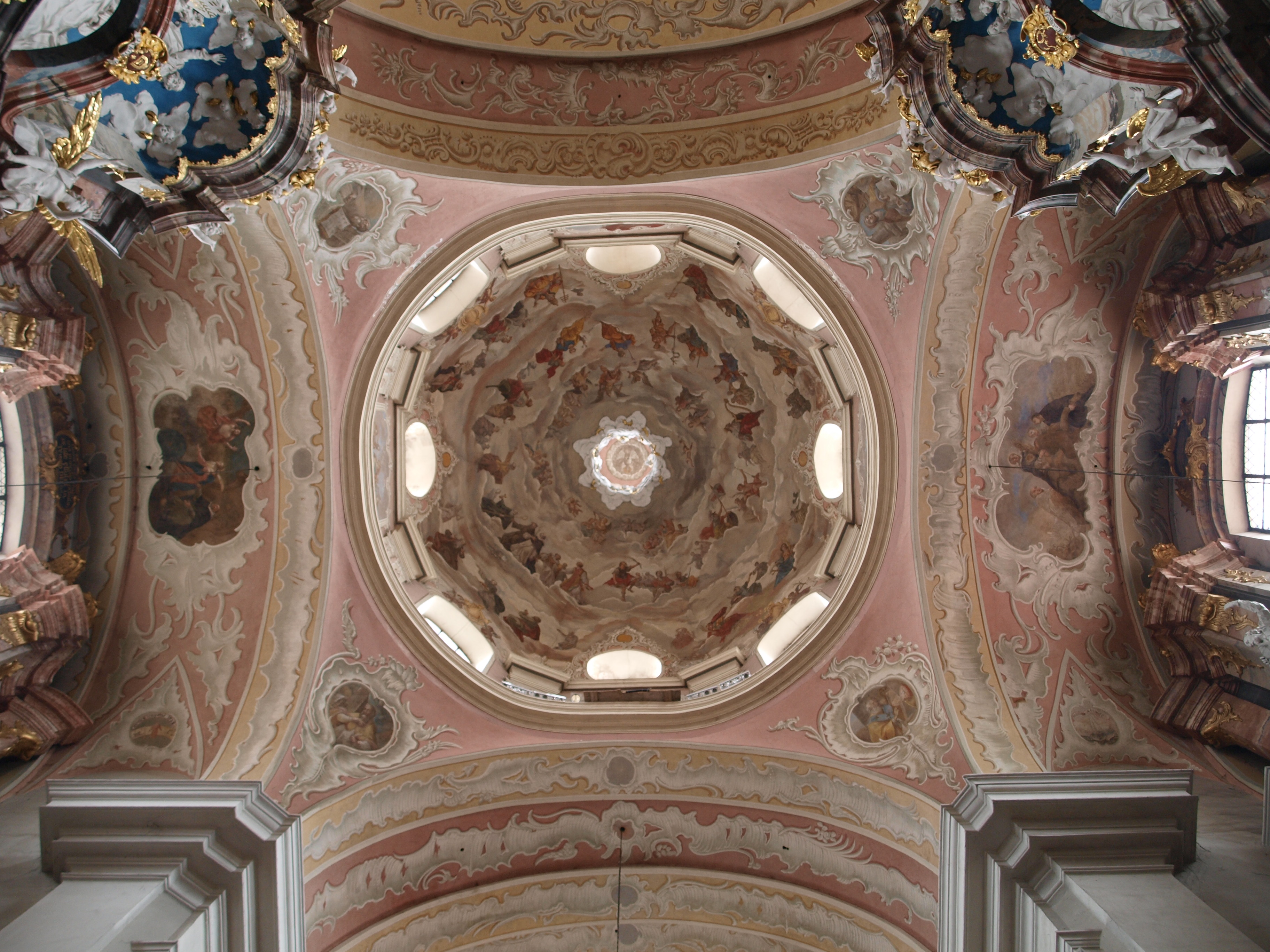
Kuppel

Die Heilig-Geist-Kirche im historischen Zentrum der litauischen Hauptstadt Vilnius ist eine römisch-katholische Kirche. Sie ist von der Orthodoxen Heilig-Geist-Kirche zu unterscheiden. Sie ist auch als Dominikanerkirche bekannt. 
Die im Jahr 1776 erbaute Orgel der Heilig-Geist-Kirche, ein Werk des deutschen Orgelbauers Adam Gottlob Casparini, ist eine der ältesten des Landes. Es gibt auch Carillon Vilnius.
In den Katakomben unter der Kirche befinden sich ca. 2.000 Leichen, wohl aus dem 17. und 18. Jahrhundert, die allesamt der Pest zum Opfer fielen. Die Katakomben sind nicht öffentlich zugänglich. 
In der Kirche finden unterschiedliche Konzerte und andere Musikveranstaltungen (Vilnius-Carillon-Festival etc.) statt.

## Geschichte
Das ab 1501 von den Dominikanern als Klosterkirche genutzte Gotteshaus ist auch als Dominikanerkirche bekannt. Der Bau selbst stammt bereits vom Ende des 14. Jahrhunderts. 
1844 wurde das Kloster geschlossen und umgenutzt. Es diente sowohl als Wohngebäude als auch als Gefängnis. Später wurde die Heilig-Geist-Kirche Pfarrkirche. Da sie bis heute als Kirche für die polnische Minderheit in Litauen diente, blieb sie zu Zeiten der sowjetischen Besatzung die ganze Zeit über geöffnet. Nur polnischsprachige Messen werden in der von den Dominikanern betreuten Kirche gefeiert. Einen Höhepunkt bildete der Besuch des Papstes Johannes Paul II. 1993.
Viermal fiel die Kirche Bränden zum Opfer und jedes Mal wurde größer und prächtiger wieder aufgebaut. Der heutige Bau entstand nach dem letzten Brand im 18. Jahrhundert, wobei sowohl der Bau als auch der Innenraum in üppigem Barock und Rokoko umgestaltet wurde. Seitdem zeigt sich die Kirche in Gold-Weiß-Rosa. Über dem Hauptaltar befindet sich ein beachtliches Kruzifix. In der Kirche wurde 1948–1956 sowie 1987–2005 das Jesusbild von der Göttlichen Barmherzigkeit von Eugeniusz Kazimirowski aufbewahrt. Heute befindet sich eine Replik im Seitenaltar. 